# Нигерийско-украинские отношения
Нигерийско-украинские отношения — двусторонние дипломатические отношения между Нигерией и Украиной. Отношения были установлены 10 декабря 1992 года.

## История отношений
Нигерия признала независимость Украины после распада СССР 11 марта 1992 года. А официальные дипломатические отношения между странами были установлены 10 декабря 1992 года.
28—29 мая 2023 года Министр иностранных дел Украины Дмитрий Кулеба совершил визит в Нигерию, где присутствовал на инаугурации новоизбранного президента Нигерии Болы Тинубу в Абудже.
В октябре 2023 года Министерство аграрной политики и продовольствия Украины выразило желание отправить в Нигерию 25 тысяч тон зерна в рамках гуманитарной программы «Зерно из Украины», а уже в декабре оно было отправлено.

## Дипломатические миссии
- У Нигерии есть посольство в Киеве[10]
- У Украины есть посольство в Абудже[11][12]